# 제이슨 커밍스
제이슨 스티븐 커밍스(영어: Jason Steven Cummings, 1995년 8월 1일 ~ )는 스코틀랜드에서 태어난 오스트레일리아의 축구 선수이다. 포지션은 스트라이커이며, 현재 인도 슈퍼리그의 모훈 바간 SG에서 뛰고 있다.